# Das Urteil (Grisham)
Das Urteil (Originaltitel: The Runaway Jury) ist ein Roman des US-amerikanischen Autors John Grisham aus dem Jahr 1996. Der Roman wurde 2003 vom Regisseur Gary Fleder verfilmt und ebenfalls unter dem Titel Das Urteil veröffentlicht. Allerdings wurde die Tabak- durch die Waffenindustrie ersetzt, wodurch es im Film zu einem Prozess gegen einen Waffenkonzern kommt.

## Handlung
In Biloxi, einer Kleinstadt im Bundesstaat Mississippi, findet ein Prozess statt, der weltweit Aufsehen erregt. Die Witwe eines an Lungenkrebs verstorbenen Rauchers hat einen Tabakkonzern auf Schadensersatz verklagt. Der Richter lässt die Geschworenen von der Außenwelt abschotten, da diese das Gefühl haben, ständig überwacht und bedroht zu werden.
Es stellt sich heraus, dass die Tabakkonzerne einen Fonds gegründet haben, mit dessen Hilfe sie beabsichtigen, den Prozess über die Geschworenen zu ihren Gunsten zu manipulieren. Nicholas Easter, einer der Geschworenen, versucht, mit Hilfe seiner außenstehenden Freundin die Tabakindustrie um das Geld aus diesem Fonds zu betrügen, indem sie der Tabakindustrie ein günstiges Urteil versprechen. Nicholas gelingt es, nach und nach einige ihm missliebige Geschworene aus der Jury zu entfernen und durch ihm genehme Ersatzjuroren ersetzen zu lassen.
Schließlich ist der Deal perfekt und Rankin Fitch, der Mann, der die Manipulationen der Geschworenen im Auftrag der Tabakindustrie leitet, zahlt die geforderten 10 Millionen. Nicholas Easter überzeugt daraufhin jedoch erfolgreich die Geschworenen, den Tabakkonzern zu einer hohen Schadensersatzzahlung zu verurteilen, da die Eltern seiner Freundin ebenfalls an Lungenkrebs gestorben waren. Mit dem Geld führt sie Leerverkäufe von verschiedenen Tabakfirmen durch und erzielt einen großen Gewinn. Die 10 Millionen zahlt sie anschließend wieder zurück.

## Interpretation
Der Kläger im vorliegenden Fall versucht, einen Präzedenzfall zu schaffen, der anschließende Sammelklagen anderer Nikotinopfer ermöglicht, um vor Gericht oder außergerichtlich Schadensersatz zu erstreiten. Die Verteidigung der beklagten Tabakkonzerne versucht, genau dies mit allen legalen und illegalen Mitteln zu verhindern. Dieses Thema wurde auch in Grishams Buch Der Richter thematisiert. Dort ging es wie auch in Grishams Buch Die Schuld um Sammelklagen im Pharmabereich. In Das Urteil geht es weiterhin um die Anfälligkeit des amerikanischen Rechtssystems gegen Manipulationen durch ein korruptes Jurymitglied, während in Der Richter ein Richter Geld von der siegreichen Partei annimmt. Zwar ist dieser Richter nicht korrupt, wurde aber gezielt vom Anwalt des Klägers für den Fall ausgewählt. In beiden Büchern geht es also letztlich um Manipulationen des Rechtssystems im Allgemeinen.